# Quốc lộ 38B
Quốc lộ 38B là tuyến giao thông đường bộ cấp quốc gia kết nối từ tỉnh Hải Dương đến tỉnh Ninh Bình.

## Lộ trình
Quốc lộ 38B có điểm đầu là ngã tư Gia Lộc (tại km 52+00, Quốc lộ 37) giữa huyện Gia Lộc và thành phố Hải Dương, tỉnh Hải Dương; điểm cuối là ngã ba Anh Trỗi (tại km 11+50, Quốc lộ 12B) thuộc xã Quỳnh Lưu, huyện Nho Quan, tỉnh Ninh Bình.

## Lịch sử
Ngày 30 tháng 6 năm 2011, Bộ trưởng Bộ Giao thông Vận tải đã quyết định chuyển tuyến đường nối liên tỉnh Hải Dương, Hưng Yên, Hà Nam, Nam Định, Ninh Bình dài 145,06 km thành Quốc lộ 38B.

## Hướng tuyến
Hướng tuyến cụ thể của Quốc lộ 38B ban đầu theo quy hoạch trên địa bàn các tỉnh như sau:
- Hải Dương: Chiều dài tuyến 19,3 km; qua 2 huyện Gia Lộc và Thanh Miện; tuyến đi theo đường tỉnh ĐT 399 cũ (km 9+00 đến km 29+850)
- Hưng Yên: Chiều dài tuyến là 22,86 km; qua Phù Cừ, Tiên Lữ và thành phố Hưng Yên; gồm 4 đoạn

Đoạn 1: Tuyến đi theo đường tỉnh ĐT 399 cũ (km 29+850 đến km 44+400) dài 14,55 km.
Đoạn 2: Tuyến đi theo đường Lê Văn Lương (km 44+400 đến km 47+540) dài 3,14 km.
Đoạn 3: Tuyến đi theo đường Đinh Điền (từ km 47+540 đến km 48+100) dài 0,56 km.
Đoạn 4: Tuyến đi trùng Quốc lộ 38 (km 66+588 đến km 71+200) dài 4,61 km.
- Hà Nam: Chiều dài tuyến là 38,3 km; qua Duy Tiên và Lý Nhân gồm 5 đoạn:

Đoạn 1: Tuyến đi trùng Quốc lộ 38 (km 71+200- km 74+890) dài 3,7 km từ cầu Yên Lệnh đến phường Hòa Mạc.
Đoạn 2: Tuyến đi theo đoạn tuyến tránh phường Hòa Mạc từ km 74+890 / Quốc lộ 38 đến km 4+624 / ĐT 492 dài 3,5 km.
Đoạn 3: Tuyến đi theo đường tỉnh ĐT 492 cũ (km 4+624 đến km 7+500) dài 2,9 km qua các xã Hợp Lý, Chính Lý, huyện Lý Nhân.
Đoạn 4: Tuyến đi theo đường huyện ĐH 03 cũ (km 0+00 đến km 5+00) dài 5 km qua các xã Công Lý, Đức Lý và thị trấn Vĩnh Trụ, huyện Lý Nhân.
Đoạn 5: Tuyến đi theo đường tỉnh ĐT 492 cũ (km 12+00- km 35+275) dài 23,275 km từ thị trấn Vĩnh Trụ đến thành phố Nam Định.
- Nam Định: Chiều dài tuyến là 38 km; qua thành phố Nam Định, Vụ Bản, Ý Yên gồm 5 đoạn.

Đoạn 1: Tuyến đi theo đường tỉnh ĐT 487 cũ (km 4+500 đến km 1+100) dài 3,6 km.
Đoạn 2: Tuyến đi trùng Quốc lộ 10 (km 104+200 đến km 110+520) dài 6,1 km.
Đoạn 3: Tuyến đi theo đường tỉnh ĐT 486 cũ (km 2+370 đến km 19+670) dài 17,3 km.
Đoạn 4: Tuyến đi theo đường tỉnh ĐT 485 cũ (km 4+300 đến km 0+00) dài 4,3 km. (trước năm 2025, khi chưa xây dựng cầu Bến Mới)
Đoạn 5: Tuyến đi trùng Quốc lộ 10 (km 129+180- km 135+615) dài 5,7 km. (trước năm 2025, khi chưa xây dựng cầu Bến Mới)
- Ninh Bình: Chiều dài tuyến là 26,6 km; qua thành phố Hoa Lư, Gia Viễn, Nho Quan gồm 3 đoạn.

Đoạn 1: Tuyến đi theo đường Lương Văn Thăng (km 0+00 đến km 1+300) dài 1,3 km. (trước năm 2025, khi chưa xây dựng cầu Bến Mới)
Đoạn 2: Tuyến đi trùng Quốc lộ 1 (km 263+400 đến km 258+900) dài 4,4 km. (trước năm 2025, khi chưa xây dựng cầu Bến Mới)
Đoạn 3: Tuyến đi theo đường tỉnh ĐT 478 cũ (km 0 đến km 20+800) dài 20,8 km.
QL38B đoạn đi qua đô thị Ninh Bình theo quy hoạch có 3 điểm giao cắt ngang cấp dạng đảo giao thông lớn tại giao điểm với: (1) ĐT477, (2) Đường Trần Hưng Đạo và (3) đường Phạm Hùng. QL38B vượt cao qua đê sông Đáy, đảm bảo khoảng cách lưu không theo quy định và phù hợp với thực tiễn. Các đường khác chỉ tiếp cận vào đường gom hai bên. Như vậy, đoạn 5,5 km nối thẳng từ thị trấn Lâm (Ý Yên) đến phường Ninh Mỹ (Hoa Lư) qua sông Đáy tại cầu Bến Mới chưa được xây dựng nên quốc lộ 38B vẫn phải đi một đoạn đường vòng dài 15,7 km.

## Các điểm nút
Thị trấn Gia Lộc - thị trấn Thanh Miện - thị trấn Trần Cao - thị trấn Vương - thành phố Hưng Yên - phường Hòa Mạc, thị xã Duy Tiên - thị trấn Vĩnh Trụ - thành phố Nam Định - thị trấn Lâm - thành phố Hoa Lư - Trường Yên - Ngã ba Anh Trỗi (Quốc lộ 12B).

## Cầu trên quốc lộ 38B
- Cầu Tràng Thưa: Xã Đoàn Thượng, Gia Lộc, Hải Dương.
- Cầu Neo: thị trấn Thanh Miện
- Cầu Yên Lệnh (đoạn trùng quốc lộ 38), ranh giới Hưng Yên và Hà Nam
- Cầu Ngăm nối Vụ Bản và Ý Yên tỉnh Nam Định
- Cầu Bến Mới nối thông quốc lộ 38B giữa Ý Yên (Nam Định) và Hoa Lư (Ninh Bình), thay thế cho việc đi vòng qua cầu Non Nước.
- Cầu Đông, qua sông Sào Khê ở Trường Yên, Hoa Lư
- Cầu Bến Nhảy qua sông Bến Đang ở xã Quỳnh Lưu, Nho Quan, Ninh Bình.

## Ý nghĩa
Cùng với việc triển khai đồng bộ các dự án, xây dựng các tuyến giao thông mới trên địa bàn các tỉnh, việc Bộ GTVT quyết định nâng cấp tuyến đường nối liên tỉnh đã tạo điều kiện thuận lợi để nâng cao chất lượng công tác quản lý, bảo trì kết cấu hạ tầng giao thông, góp phần mở rộng giao lưu hợp tác giữa các tỉnh khu vực châu thổ sông Hồng, phát triển kinh tế xã hội các vùng miền và thực hiện Chiến lược phát triển GTVT quốc gia và Quy hoạch chung phát triển các ngành GTVT Việt Nam.
Quốc lộ 38B đi qua các điểm du lịch nổi tiếng như Phố Hiến (Hưng Yên), Đền Trần, Phủ Dày (Nam Định), Cố đô Hoa Lư, Chùa Bái Đính (Ninh Bình).